# Pholcus creticus
Pholcus creticus là một loài nhện trong họ Pholcidae. Loài này được phát hiện ở Kreta.